# Nucleus (Neuroanatomie)

Nucleus caudatus (rot) als Beispiel eines Nucleus

Als Nucleus (lateinisch nucleus ‚Kern‘) oder Kern wird in der Neuroanatomie eine Ansammlung von Nervenzellkörpern (Perikaryen) innerhalb des zentralen Nervensystems bezeichnet. Die Nuclei sind im Gehirn tief innerhalb beider Hemisphären und dem Hirnstamm lokalisiert und bilden im Rückenmark die Kernsäulen (Columnae) und in ihrer Gesamtheit die charakteristische Schmetterlings-Form der grauen Substanz des Rückenmarks.
Ansammlungen von Nervenzellkörpern im peripheren Nervensystem bezeichnet man als Ganglien. Historisch bedingt wird auch für bestimmte subkortikale Kerne im Gehirn der Ausdruck Ganglion verwendet (z. B. Basalganglien), auch wenn diese Begriffe im engeren Sinn Fehlbezeichnungen sind.

## Wichtige Kerne im Säugetiergehirn

### Endhirn
Im Endhirn (Telencephalon) liegen die als Basalganglien bezeichneten basalen Kerne (Nuclei basales) medial an der Basis einer Großhirnhemisphäre unter dem Mantel von Großhirnrinde und Marklager. Ihre funktionelle Bedeutung und Beziehung zueinander ist noch nicht endgültig geklärt. Sie sind u. a. eine Umschaltstelle des sogenannten extrapyramidalmotorischen Systems und für unwillkürliche Ausdrucksbewegungen wichtig. Zu den Basalkernen gehören:
- Nucleus caudatus (Schwanzkern): wölbt sich in die Seitenventrikel vor
- Striatum (Streifenkörper): mit Putamen und Nucleus caudatus

Putamen und Globus pallidus werden teilweise auch noch als Nucleus lentiformis (Linsenkörper) zusammengefasst, was aber als veraltet gilt, da phylogenetisch das Putamen und der Nucleus caudatus zusammengehören.
Das Claustrum (Vormauer) liegt seitlich der Basalkerne, direkt unter der Hirnrinde. Die Amygdala (Corpus amygdaloideum, Mandelkörper) liegt medial des Temporallappens und ist Teil des Limbischen Systems.

### Zwischenhirn
Im Zwischenhirn (Diencephalon) unterscheidet man unspezifische und spezifische Kerne im Thalamus sowie die Kniehöcker im Metathalamus. Allein im Thalamus gibt es über 100 Kerngruppen.
In den Kernen des Hypothalamus werden Effektorhormone, Liberine und Statine und Neuropeptide gebildet.
- Corpus geniculatum laterale (seitlicher Kniehöcker): Er ist Teil der Sehbahn. Hier endet der Sehnerv (Nervus opticus), die Informationen werden zur Sehrinde weitergeleitet.
- Corpus geniculatum mediale (medialer Kniehöcker): Es ist eine wichtige Umschaltstation für die Hörbahn auf dem Weg zur Hörrinde.
- Nuclei habenulares: in den Habenulae
- Nucleus infundibularis: im Hypophysenstiel
- Nuclei mamillares: im Corpus mamillare
- Nucleus paraventricularis: Die Nervenzellen produzieren das Hormon Oxytocin, welches dann axonal zur Neurohypophyse transportiert wird.
- Nucleus preopticus: vor der Sehnervenkreuzung
- Nucleus suprachiasmaticus: Er ist der wichtigste Taktgeber für die innere Uhr und arbeitet dabei eng mit der Zirbeldrüse zusammen.
- Nucleus supraopticus: Die Nervenzellen produzieren das Hormon Vasopressin, welches dann axonal zur Neurohypophyse transportiert wird.
- Nucleus ventralis posterior: Spezifischer Thalamuskern für die haptische Wahrnehmung.
- Nucleus ventralis anterolateralis: Spezifischer Thalamuskern für die Kontrolle von Bewegungsabläufen.

### Mittelhirn
Im Mittelhirn (Mesencephalon) liegen unter anderem:
- Nuclei motorii des 3. (Nucleus nervi oculomotorii) und 4. (Nucleus nervi trochlearis) Hirnnerven
- Nucleus pretectalis: Umschaltung von absteigenden Bahnen der Sehrinde zum parasympathischen Kern des Augenbewegungsnerven (Nervus oculomotorius).
- Nucleus parasympathicus (Edinger-Westphal-Kern): Ursprung der parasympathischen Fasern des Nervus oculomotorius, Zentrum der Augenmotorik
- Nucleus ruber: wichtigste Komponente des extrapyramidalen Systems, Ausgangspunkt des Tractus rubrospinalis
- Substantia nigra: Teil des extrapyramidalmotorischen Systems
- Nucleus mesencephalicus nervi trigemini: hier liegen die Perikaryen propriozeptiver Neuronen des 5. Hirnnerven (u. a. Kiefergelenk und -muskeltonus)
- Nucleus commissurae posterioris, Kontrolle vertikaler Blickbewegungen

### Hinterhirn
Im Hinterhirn (Metencephalon) liegen unter anderem:
- Nucleus dentatus: im Kleinhirn, Verbindung zum Nucleus ruber
- Nucleus emboliformis: im Kleinhirn, Verbindung zum Nucleus ruber
- Nucleus fastigii: im Kleinhirn, Verbindung zu Gleichgewichtskernen
- Nucleus globosus: im Kleinhirn, Verbindung zum Nucleus ruber
- Nuclei pontis (Brückenkerne): Umschaltstation für die Bahnen zwischen Großhirn und Kleinhirn
- Nuclei motorii: Kerne in der Pons für die motorischen Anteile des 5., 6. und 7. Hirnnerven
- Nucleus (sensorius) principalis nervi trigemini: empfängt somatosensible Fasern des 5. Hirnnerven (epikritisches Tastempfinden der Gesichtsregion)
- Nucleus caeruleus, auch Locus coeruleus: größtes Kerngebiet pigmentierter noradrenerger Neuronen mit Einfluss auf gerichtete Aufmerksamkeit
- Nuclei corporis trapezoidei (Trapezkörperkerne): Ursprung des lateralen Längsbündels
- Nuclei cochleares (Schneckenkerne): erste Umschaltung der Hörbahn, bei einigen Säugetieren im Markhirn
- Nuclei vestibulares (Gleichgewichtskerne): erste Umschaltung des Nervus vestibularis und damit der Gleichgewichtsbahn, bei einigen Säugetieren im Markhirn

### Markhirn
Im Markhirn (Myelencephalon oder Medulla oblongata) liegen unter anderem:
- Nuclei cochleares (Schneckenkerne): erste Umschaltung der Hörbahn, bei einigen Säugetieren auch im Hinterhirn
- Nuclei vestibulares (Vestibular- oder Gleichgewichtskerne): erste Umschaltung des Nervus vestibularis und damit der Gleichgewichtsbahn, bei einigen Säugetieren auch im Hinterhirn
- Nuclei raphes (Raphe-Kerne): beteiligt an der Dämpfung von Schmerzempfindungen
- Nuclei tractus solitarii: empfangen primäre Viszeroafferenzen des 7., 9. und 10. Hirnnerven, u. a. Geschmacksfasern
- Nuclei parasympathici: Ursprung der parasympathischen Fasern des 7., 9. und 10. Hirnnerven
- Nucleus ambiguus: motorischer Kern für Gaumen-, Rachen- und Kehlkopfmuskulatur
- Nuclei motorii des 9., 10., 11. und 12. Hirnnerven
  - Nucleus nervi hypoglossi: Ursprungskern für die Zungenmuskulatur
- Nucleus olivaris (Olive): Verbindung zu Kleinhirn und Rückenmark, Verschaltung der Hörbahn
- Nucleus spinalis nervi trigemini: empfängt somatosensible Fasern des 5. Hirnnerven (protopathisches Empfinden von Druck, Temperatur, Schmerz, Jucken, Kitzel)
- Nucleus cuneatus: Umschaltung der sensiblen Bahnen von der oberen/vorderen Extremität
- Nucleus gracilis: Umschaltung der sensiblen Bahnen der unteren/hinteren Körperhälfte

## Kerne im Rückenmark
- Nucleus intermediolateralis: in der grauen Substanz, Ursprung der sympathischen Nervenfasern im Brust- und Lendenmark
- motorische Kerne (Kernsäule): im Vorder-/Ventralhorn der grauen Substanz, Ursprung der motorischen Fasern der Rückenmarksnerven